# Stadtmauer von Dubrovnik

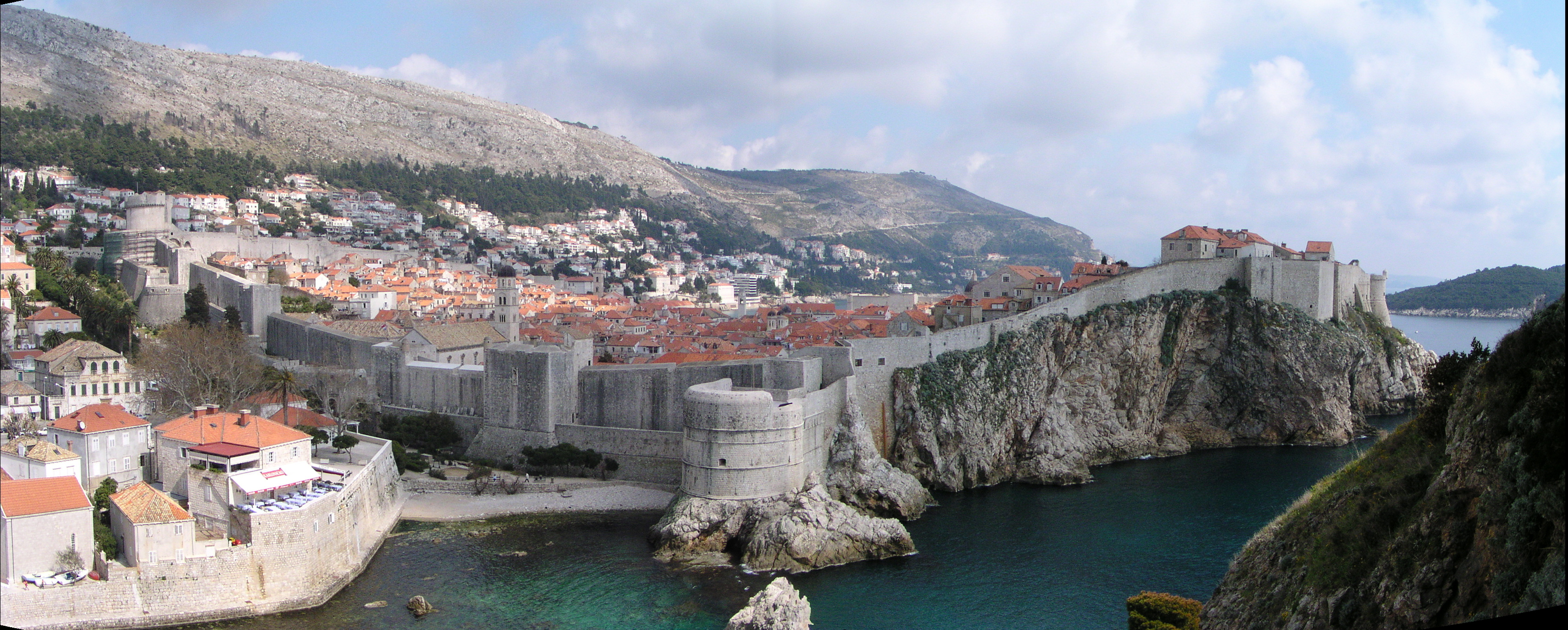
Stadtmauer von Dubrovnik

Die Stadtmauer von Dubrovnik (kroatisch Dubrovačke gradske zidine) in der kroatischen Stadt Dubrovnik (früher Ragusa bzw. Republik Ragusa) ist das besterhaltene defensive mittelalterliche Befestigungssystem in Europa. Etwa zwei Kilometer lang, umrundet sie die Altstadt von Dubrovnik von allen Seiten und ist zum Wahrzeichen nicht nur der Altstadt geworden, die seit 1979 zum UNESCO-Welterbe in Kroatien gehört.

## Geschichte

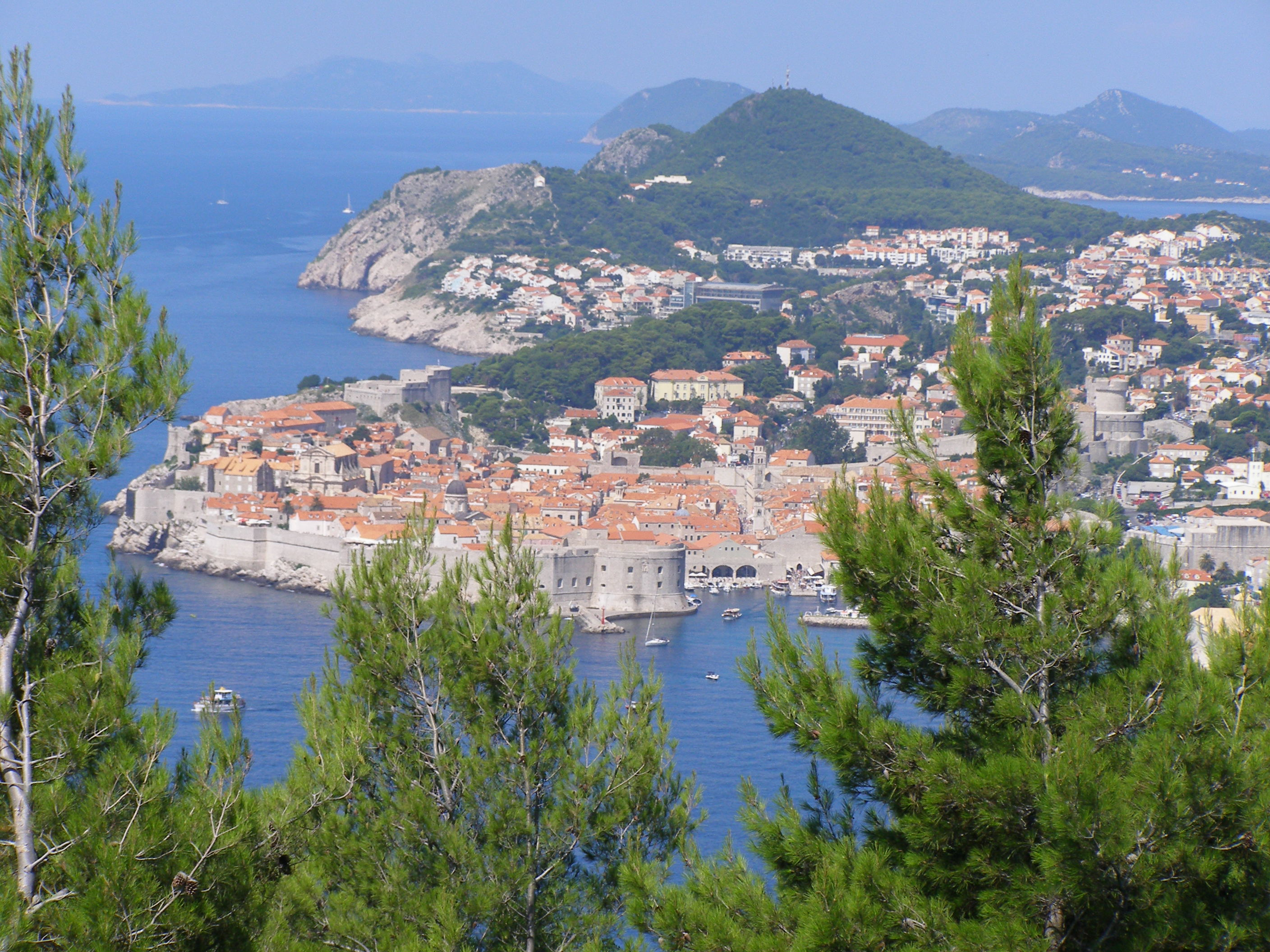
Altstadt Dubrovnik, im Vordergrund die Stadtmauer

Der Bau der Mauer begann bereits Ende des 8. Jahrhunderts und bewährte sich bereits im Jahr 866–867 während der fünfzehnmonatigen Belagerung durch die Sarazenen in den Byzantinisch-arabischen Kriegen. Der weitere Bau der Mauer, so wie sie bis heute – trotz eines katastrophalen Erdbebens im Jahr 1667 – erhalten ist, begann im 12. Jahrhundert und dauerte bis zum Ende des 17. Jahrhunderts. An der Konstruktion beteiligten sich verschiedene kroatische beziehungsweise dalmatinische sowie italienische Baumeister und Architekten der damaligen Zeit wie Nićifor Ranjina (im Jahr 1319), Michelozzo di Bartolommeo (1461–1464), Giorgio da Sebenico (1465–1466), Paskoje Miličević (1466–1516), Antonio Ferramolino (1538) oder Mihajlo Hranjac (1617) und andere.
Die Bedeutung der Verteidigungsanlage ergibt sich alleine aus der Aufzählung zahlreicher Belagerungen der Stadt in der Geschichte:
- fünfzehnmonatige Belagerung durch die Sarazenen 866–867[4][8]
- Belagerung durch Venedig 948[9]
- Belagerung durch den serbischen Großžupan Stefan Nemanja 1185[10]
- Belagerung durch Venedig und die Ritterarmee des Vierten Kreuzzugs 1205 und die folgende Abhängigkeit der Stadt von Venedig[11][12]
- Verwüstung Dalmatiens durch die Mongolen, Dubrovnik überstand die Belagerung
- Belagerung durch den bosnischen Großvojvoden Stjepan Vukčić Kosača 1451[13]
- Russisch-montenegrinische Belagerung 1806[14]
- Belagerung durch die österreichisch-ungarische Truppen 1814[15]
- Belagerung durch die Jugoslawische Volksarmee während der Kämpfe um Dubrovnik 1991–1992

## Ausstattung
Die Mauer ist zur Landesseite zwischen vier und sechs Meter breit, auf der Seeseite dann eineinhalb bis drei Meter. An einigen Stellen erreicht sie die Höhe von bis zu fünfundzwanzig Metern. Von der Festlandseite ist der eigentlichen Mauer noch eine kleinere, schräge Mauer vorgelagert, welche dem Schutz vor Kanonenbeschuss diente. Früher gab es hier zusätzlich einen tiefen Schutzgraben.
In der Stadtmauer befinden sich zwei gut befestigte Haupteingänge zu der Altstadt: das Pile-Tor im Westen und das Ploče-Tor im Osten, beide aus dem 15. Jahrhundert, beide mit Zugbrücken. Außerdem gibt es zwei Tore, welche als Eingang zum Stadthafen dienten – das Ponte-Tor (Vrata od Ponte) von 1476 und das Fischmarkt-Tor (oder Peskarija-Tor; Vrata Ribarnice) von 1381; 1908 wurde schließlich ein kleines Tor in der Nordmauer als Zugang zu Tennisplätzen für die Offiziere der österreichischen Armee durchgebrochen.

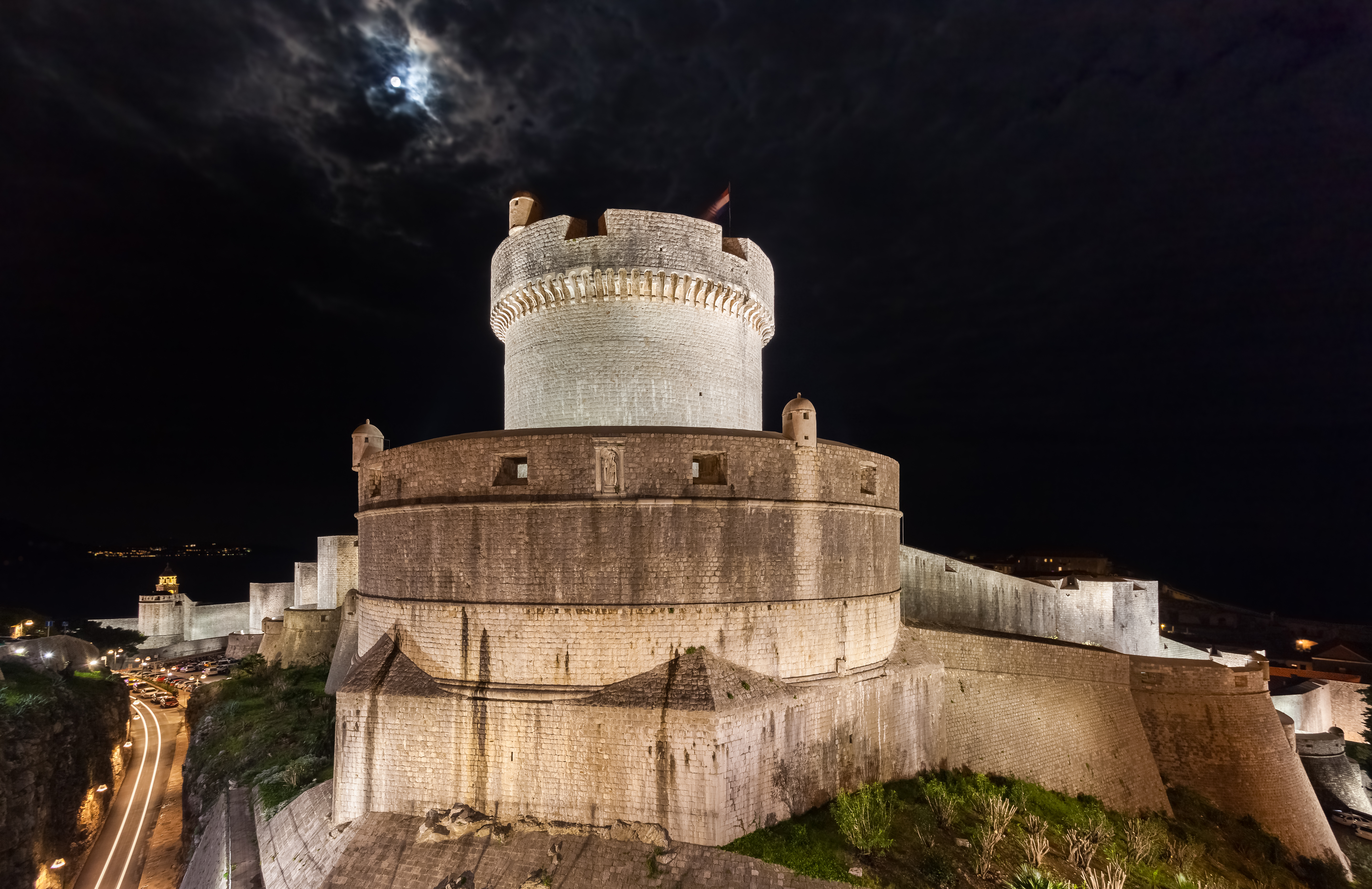
Festung Minčeta

Zu den markanten Punkten der Befestigung gehören fünf Festungen:
- Festung Minčeta (Tvrdava Minčeta) aus dem 15. Jahrhundert auf der Nordnordwest-Seite
- Festung Sveti Ivan (Tvrdava Sveti Ivana; auch Festung des hl. Johannes o. ä.) aus dem 14. bis 16. Jahrhundert im Südosten, welche den Stadthafen beschützte
- Festung Bokar (Tvrdava Bokar) aus dem 15. Jahrhundert im Westen, welche das Pile-Tor verteidigen sollte und die älteste noch erhaltene Kasemattenfestung in Europa ist[7]
- Festung Revelin (Tvrdava Revelin) aus dem 15. Jahrhundert im Nordosten, welche das Ploče-Tor beschützte
- Festung Lovrijenac (Tvrdava Lovrijenac) aus dem 14. bis 16. Jahrhundert im Westen, auf einem 37 m hohen Felsen erbaut, für die Verteidigung des westlichen Stadtteils gegen Angriffe vom Meer wie vom Land bestimmt

Die ersten drei Festungen sind in die Stadtmauer integriert, die letzteren zwei sind alleinstehend.
Zur Verbesserung der Verteidigungsanlage wurden in die Mauer ferner folgende zusätzliche Elemente eingefügt: zwei runde und zwei große eckige Türme, zwölf viereckige Türme und fünf Bastionen; die vorgelagerte zweite Mauer zur Festlandseite wurde mit einer großen und neun kleineren halbrunden Bastionen bestückt. Die Stadtmauer war bestückt mit über 120 Kanonen. Sie wurden in lokalen Werkstätten gegossen, die damals für ihre Künste berühmt wurden; zu den bekanntesten Kanonengießern des 16. Jahrhunderts gehörte der in Dubrovnik tätige Ivan Rabljanin.

## Anmerkung
1. ↑  Einige Quellen (wie City Walls Of Dubrovnik. (Memento des Originals vom 24. Januar 2021 im Internet Archive)  Info: Der Archivlink wurde automatisch eingesetzt und noch nicht geprüft. Bitte prüfe Original- und Archivlink gemäß Anleitung und entferne dann diesen Hinweis. (PDF; 829 kB) In: geographica.hr, abgerufen am 17. Mai 2019; englisch) nennen leicht abweichende Angaben zu diesen Verteidigungselementen, wobei keine der Quellen angibt, welches Jahr als Grundlage dient.